# 莱妮·容克尔
莱妮·容克尔（德語：Leni Junker，1905年12月8日—1997年2月9日），德国女子田径运动员，主攻短跑。她曾代表德国参加1928年夏季奥林匹克运动会田径比赛，获得女子4×100米接力铜牌。